# Silene ungeri
Silene ungeri är en nejlikväxtart som beskrevs av Edward Fenzl. Silene ungeri ingår i släktet glimmar, och familjen nejlikväxter. Inga underarter finns listade i Catalogue of Life.